# Forma farmacêutica

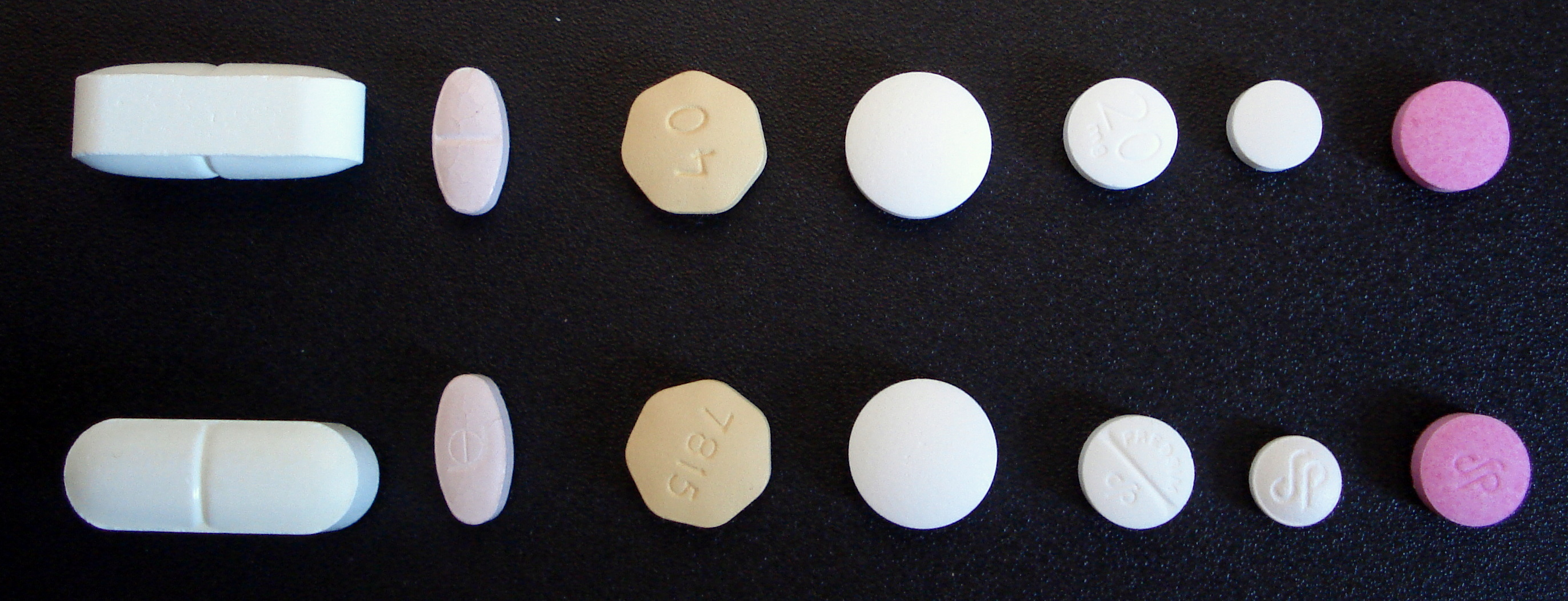
Comprimidos de diversos tamanhos, formas e cores. Alguns sulcados e com gravuras.

Forma farmacêutica é o estado final que as substâncias ativas apresentam depois de serem submetidas às operações farmacêuticas necessárias, a fim de facilitar a sua administração e obter o maior efeito terapêutico desejado. A sujeição das substâncias ativas às operações farmacêuticas deve-se ao fato da maioria das substâncias ativas não poderem ser diretamente administradas ao doente.

## Escolha da forma farmacêutica
A escolha da forma farmacêutica depende principalmente:
- da natureza físico-química do fármaco;
- do mecanismo de ação;
- do local de ação do medicamento;
- da dosagem – quantidade de fármaco na forma farmacêutica.

## Formas farmacêuticas
Forma no qual o medicamento se apresenta para dispensação podendo ser apresentado como:
- Comprimidos;
- Cápsulas;
- Drágeas;
- Pílulas;
- Soluções;
- Suspensão;
- Emulsão;
- Óvulos;
- Pomadas;
- Supositórios;
- Linimentos;

## Cápsulas
São formas farmacêuticas sólidas, administradas por via oral. Existem tamanhos e volumes diferentes. O invólucro pode ser constituído de amido ou de gelatina.
As cápsulas devem atender às exigências de variação de peso, tempo de desintegração, uniformidade de conteúdo e teor de princípios ativos descritos na monografia.